# Mino del Reame
Mino del Reame, también conocido como Mino dal Reame, fue un escultor italiano renacentista del siglo XV. 
Biografiado por Giorgio Vasari en su obra Le vite de' più eccellenti pittori, scultori e architettori, su existencia efectiva ha sido puesta en duda. Parece que las obras atribuidas a del Reame, firmadas con la inscripción «OPUS MINI» corresponden en realidad a la etapa de juventud de Mino da Fiesole.